# Miriam Schwack
Miriam Schwack (* 1969 in Braunau am Inn) ist eine österreichische Malerin und Grafikerin.

## Leben und Wirken
Schwack studierte von 1987 bis 1991 an der Universität für künstlerische und industrielle Gestaltung Linz. Sie bewegt sich im Spannungsfeld von Zeichnung, Malerei und Installation. Ihre Werke waren in Ausstellungen in Linz, Salzburg, Wien, Passau, Kassel und Krumau zu sehen. Neben dem Talentförderungspreis des Landes Oberösterreich erhielt sie Atelierstipendien in Gmunden, Tschechien und Italien. Sie lebt und arbeitet in Steinberg-Dörfl im Burgenland. 